# 1532 Inari
Az 1532 Inari (ideiglenes jelöléssel 1938 SM) a Naprendszer kisbolygóövében található aszteroida. Yrjö Väisälä fedezte fel 1938. szeptember 16-án, Turkuban.